# 塩竈市民歌
- 塩釜市民歌

「塩竈市民歌」（しおがましみんか）は、宮城県塩竈市が制定した市民歌である。作詞・櫻井宏（渋田喜久雄）、作曲・古関裕而。
本記事では、戦後に作成されたが制定に至らなかった同名の市制15周年版「塩竈市民歌」についても解説する。

## 解説
1941年（昭和16年）11月の市制施行記念事業として東京日日新聞（のち毎日新聞東京本社）仙台支局と合同で市章と市民歌の歌詞を公募し、翌1942年（昭和17年）1月7日付の東京日日新聞宮城版で審査結果が発表された。宮城県の市民歌としては、1931年（昭和6年）制定の『仙台市民歌』および1933年（昭和8年）制定の『石巻市民歌』に次いで3番目に古い。
作曲は市からの依頼により日本コロムビア専属の古関裕而が行っており、4月2日付の東京日日宮城版には楽譜と合わせて「新しい都市の塩竈市にふさわしい溌溂とした市民歌を作曲したいということで何よりも新鮮な感じの旋律を描きました」とするコメントが掲載された。当時の記事では4月4日に歌手の内田栄一を招いて市立第二国民学校（現・塩竈市立第二小学校）講堂で市民歌の発表会が開催され仙台中央放送局がラジオで録音放送したとあるが、制定当時のSPレコード製造は確認されていない。元宮城県議会議員の佐藤光輔は制定時に作成された楽譜を所蔵しており、県議に初当選して間もなく東京の古関宅を訪ねて市民歌を作曲した当時の話を聞いたと言うエピソードを長男の光樹が市長定例記者会見で明かしている。
『塩竈市史』では、市制施行の翌月に真珠湾攻撃があり太平洋戦争が開戦した世相を反映する「翼賛」「興亜」などの語句が歌詞に含まれているため、戦後は不適切として公的に演奏されなくなったと言う趣旨の記述がみられるが、廃止されることはなく1983年（昭和58年）刊の『みやぎ地図百科』や2012年（平成24年）刊の『全国 都道府県の歌・市の歌』で歌詞が紹介されている。
2011年（平成23年）の市制70周年記念式典を機に市民合唱団リリーズコールが戦前版市民歌の復活演奏を行うようになり、特に同年3月11日の東日本大震災を踏まえて「翼賛」を「復興」に置き換えるなど歌詞の一部を改訂した補作版を市の行事で歌唱している。2020年（令和2年）、塩竈市では同年のNHK連続テレビ小説『エール』で作曲者の古関が主人公のモデルとされて注目が高まっていることや翌2021年（令和3年）の市制施行80周年を記念して市民歌の新録を行い、7月29日にYouTubeの市公式チャンネルで映像を公開した。市では今後も記念事業として、当時を知る市民からの体験談や市民歌制定の経緯について記録するプロジェクトの実施を予定している。

### 作詞者
作詞者の櫻井宏に関しては塩竈市役所に制定当時の資料が残っておらず、長らく「経歴不詳」とされて来た。2020年（令和2年）に復活演奏の収録を行った後、制定当時の新聞記事での紹介およびいずれも戦後間もない時期に制定された新潟県民歌（「高下玉衛」名義）や愛媛県の新居浜市歌（「花田豊」名義）との歌詞の共通性から、福岡県出身で昭和初期に時代小説の分野で活動した渋田喜久雄（1902年 - 1978年）のペンネームである可能性が高いと東京日日新聞の後身に当たる毎日新聞宮城版で報じられている。
なお渋田は市民歌で入選する以前、1936年（昭和11年）に河北新報社が選定した「東北振興歌」（作曲：阿部武雄）において「渋田進」名義で入選していた。

## 市制15周年版
前述の通り、市制施行記念で作られた市民歌は制定時の世相を反映した大時代的な語句を多用したものであったため、戦後になり新市民歌を作成することが塩竈市役所において検討された。市制15周年記念事業として詩人で栗原市（旧栗原郡築館町）出身の白鳥省吾に9万円で作詞を依頼し、1956年11月に新市民歌を制定する予定であったが、桜井辰治市長が歌詞に対して「新鮮味がない」と難色を示したことによって発表演奏が見送られた。
その後は市側から白鳥に対して作詞のやり直しを求めたとされているが、未完成に終わったため1942年版の市民歌が“代替わり”することなく現在も存続している。幻に終わった市制15周年版市民歌の歌詞全文は、1986年（昭和61年）に築館町教育委員会が発行した『民衆派詩人 白鳥省吾の詩とその生涯』において確認可能である。なお作曲は白鳥の推薦で八洲秀章が行う予定だったとされるが、実際に曲が付けられたのかは資料がなく不明。